# Іслам у Болгарії

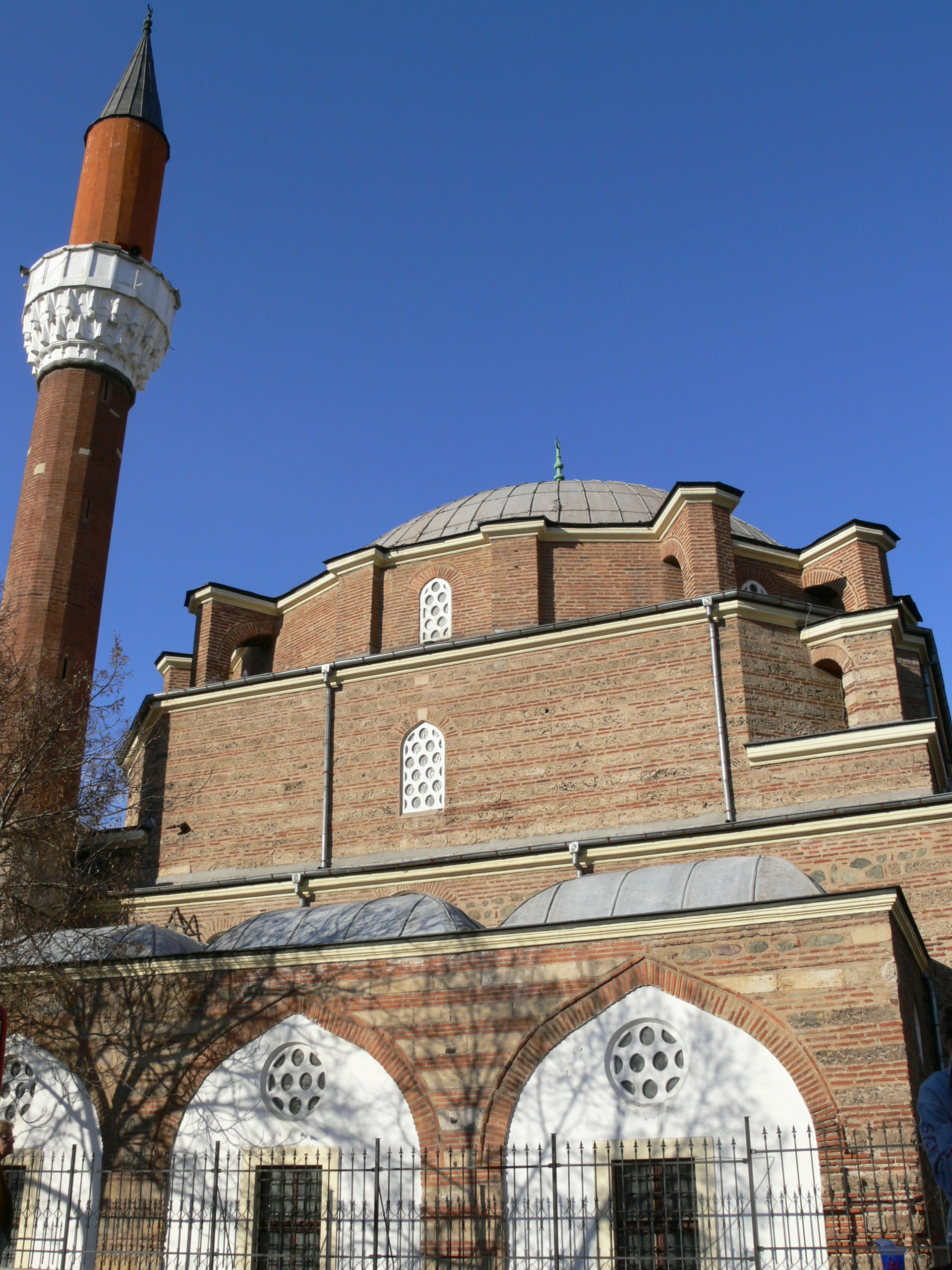
Мечеть Баня Баши у Софії

Мапа розселення мусульман у Болгарії, 2011

Іслам в Болгарії — друга за чисельністю вірян релігії в Болгарії (після християнства). За переписом 2011 року кількість мусульман становила 577 139 осіб. За оцінками 2017 року кількість мусульман становила 15 % населення Болгарії.
Етнічно болгарські мусульмани — це турки, болгари (помаки) та роми. Заселяють вони здебільшого північно-східну Болгарію (провінції Разград, Тарговіште, Шумен та Сілістра), а також Родопські гори у провінціях Карджали та Смолян.

## Історія
Перші задокументовані згадки про мусульманство на території Болгарії припадає на середину восьмого століття, коли у листі Миколая I до Бориса I Михайла йшлося про вигнання сарацинів з держави. Під час правління царя Симеона почав проявлятися суттєвіший вплив ісламу на болгарське мистецтво. Пізніше у XI та XII століттях кочові тюркські племена, такі як Кумани та Печеніги дісталися Болгарії та Візантійської імперії. Згідно з дослідженнями, деякі представники цих племен буди мусульманами. Також у XIII столітті відбулася міграція Сельджуків в регіон Добруджа.
1361 року відбулася Битва при Адріанополі. Після захоплення міста турки повністю зруйнували місцеву систему православної церкви, хоча православним мешканцям дозволили залишитися. 1392 року Оттоманська імперія підкорила Друге болгарське царство. Перебуваючи більш ніж 5 століть під впливом Оттоманської імперії місцеві християни зберегли свою віру та культуру, спершу як зімми, а згодом отримавши рівноправний статус у міллетах. Деякі представники болгарської аристократії прийняли іслам аби зберегти своє становище.
Після закінчення російсько турецької війни та підписання Берлінського трактату Дунайський вілайєт було трансформовано у Болгарське князівство. На той час мусульманське населення вілайєту нараховувало 1 120 000 чоловік. Територія князівства була розширена після Першої балканської війни, коли до складу держави було включено мусульманський Родопський та Західно-Фракійський регіони. Цей процес супроводжувався насильницькою християнізацією помацького населення.
Так само як і представники православ'я, мусульмани потерпали під час режиму Живкова, який оголосив атеїзм державною релігією та розпочав релігійні гоніння. Болгарський комуністичний режим прирівняв вплив ісламу до опіуму. 1984 року розпочалася державна програма, головною ціллю якої було примусове присвоєння болгарських імен та прізвищ мусульманському населенню. 1989 року 360 000 відплили до Туреччини внаслідок релігійної політики Живкова. Для багатьох ця політика була незрозумілою, однак згідно з висновками деяких істориків головною причиною була різниця у народжуваності між мусульманським та православним населенням.
Після падіння режиму Живкова було проголошено свободу віросповідання.

## Демографія
Згідно з національним переписом населення у Болгарії налічується 577 139 осіб (7,8 % населення), які сповідують іслам. Згідно з дослідженнями 2014 року у країні проживає більш ніж 1 мільйон мусульман, що виводить Болгарію на перше місце серед країн ЄС за величиною мусульманської общини. Дослідження Центру П'ю, проведені у 2017 році показують, що 15 % населення держави сповідують іслам.

### Географічне поширення
Згідно з переписом 2011 року мусульманська більшість встановлена у 43 общинах з 262. Общини Черноочене (96,8 %), Венець (95,9 %), Сатовча (91,3 %), Руєн (90,9 %) та Каоліново (90,0 %) мають абсолютну більшість мусульманського населення. Інші общини з населенням, яке сповідує іслам: Ардино, Момчилград, Борино, Хитрино, Самуїл, Рудозем, Кирково, Джебел, Мадан.

## Національність
Перепис населення показує, що найбільша мусульманська група це турки (444 434). Етнічні болгари налічують 67 350 мусульман, також до трійки входять цигани (42 201).

## Течії
2011 року 83 % болгарських мусульман сповідували іслам сунітської течії, решта (80 000, які проживають в основному у Разграді, Сливені та Тутракані) належать до шиїтської течії. Близько 0,1 % не визначилися.